# Miro Keci
Saimir Miro Keci (1970) è un allenatore di calcio albanese.

## Carriera
Inizia ad allenare nell'Atalanta, società nella quale collabora con Stefano Bonaccorso affiancandolo negli stage estivi del settore giovanile bergamasco. Dal 2003 al 2007 allena invece nelle giovanili dell'Atalanta femminile, con cui vince anche un campionato Allievi.
In seguito si trasferisce al Brescia femminile, dove allena per quattro stagioni e mezzo la squadra Primavera; nella seconda parte della stagione 2011-2012 subentra a Nazzarena Grilli sulla panchina della prima squadra biancazzurra, con cui a fine anno vince anche la Coppa Italia, primo trofeo nazionale conquistato dal Brescia femminile nella sua storia; chiude inoltre il campionato di Serie A conquistando un quarto posto in classifica. A fine stagione dopo 5 anni di permanenza lascia la società bresciana.
Nella stagione 2013-2014 allena il Franciacorta, con cui termina il campionato femminile di Serie B all'ottavo posto in classifica; viene riconfermato anche per la stagione successiva, nella quale la formazione neroverde termina il campionato al nono posto in classifica. Dal 2013 al 2014 allena inoltre anche la nazionale albanese femminile Under-19. Nella stagione 2015-2016 allena la Juniores maschile del Darfo Boario.
Nella stagione 2017-2018 è responsabile della squadra giovanile femminile dell'Inter.

## Palmarès

### Allenatore

#### Competizioni nazionali
- Coppa Italia (calcio femminile): 1

Brescia: 2011-2012